# プログロック・レコード
プログロック・レコード（ProgRock Records）は、プログレッシブ・ロック・ミュージックのジャンルを専門とするインディペンデントなアメリカ合衆国のレコード・レーベルである。
プログロック・レコード・レーベルの最新となるリリース・アーティストは以下の通り。同社は2010年に営業を終了した。
- スティーヴ・ウォルシュ (Steve Walsh) ※元カンサス
- ニック・ディヴァージリオ (Nick D'Virgilio) ※元スポックス・ビアード
- グレイレヴェル (Greylevel)
- シルヴァン (Sylvan)
- ミステリー (Mystery) ※カナダ
- スカイ・アーキテクト (Sky Architect)
- プレスト・バレー (Presto Ballet)
- タカラ (Takara)
- アーク (arK)
- アヤロン (Ajalon)
- プロフュージョン (Profusion)